# Moore-Raum
In der algebraischen Topologie ist ein Moore-Raum ein CW-Komplex, der nur in einem einzigen Grad eine nichttriviale reduzierte Homologiegruppe hat. Er ist daher die homologische Analogie eines Eilenberg-MacLane-Raumes in der Homotopietheorie, der nur in einem einzigen Grad eine nichttriviale Homotopiegruppe hat.

## Definition
Für eine abelsche Gruppe {\displaystyle G} und eine natürliche Zahl {\displaystyle n\geq 1} ist ein CW-Komplex {\displaystyle X}, der für {\displaystyle n>1} zusätzlich einfach zusammenhängend (das heißt wegzusammenhängend mit trivialer Fundamentalgruppe) sein soll, ein Moore-Raum, wenn die reduzierten singulären Homologiegruppen
{\displaystyle {\widetilde {H}}_{k}(X;\mathbb {Z} )=\left\{{\begin{array}{cl}0&;k\neq n\\G&;k=n\\\end{array}}\right.}
erfüllen. Ein solcher Raum ist bis auf Homotopieäquivalenz eindeutig und wird daher mit {\displaystyle M(G,n)} bezeichnet. Dieses Resultat würde ohne die beiden Eigenschaften, ein einfach zusammenhängender CW-Komplex zu sein, nicht gelten.

## Lemmata
- Die Einhängung eines Moore-Raumes ist wieder ein Moore-Raum, da dieser den Grad der Homologie um eins hinauf verschiebt.[2] Für eine Gruppe {\displaystyle G} und {\displaystyle n\geq 1} ist {\displaystyle \Sigma M(G,n)} der Moore-Raum {\displaystyle M(G,n+1)}.
- Das unendliche symmetrische Produkt {\displaystyle \operatorname {SP} } eines Moore-Raumes ist ein Eilenberg–MacLane-Raum, da dessen Nachkomposition mit der {\displaystyle n}-ten Homotopiegruppe {\displaystyle \pi _{n}} genau die {\displaystyle n}-te (integrale) Homologiegruppe {\displaystyle H_{n}(-;\mathbb {Z} )} ist (Satz von Dold-Thom).[3] Für eine Gruppe {\displaystyle G} und {\displaystyle n\geq 1} ist {\displaystyle \operatorname {SP} M(G,n)} der Eilenberg–MacLane-Raum {\displaystyle K(G,n)}.
- Für eine Gruppe {\displaystyle G} und {\displaystyle n\geq 1} ist der Moore-Raum {\displaystyle M(G,n)} aufgrund induktiver Anwendung des Satzes von Hurewicz sogar {\displaystyle n-1}-zusammenhängend mit {\displaystyle \pi _{n}M(G,n)\cong G}.

## Beispiele
- Die {\displaystyle n}-Sphäre {\displaystyle S^{n}} ist der Moore-Raum {\displaystyle M(\mathbb {Z} ,n)} für {\displaystyle n\geq 1}.
- Die reelle projektive Ebene {\displaystyle \mathbb {RP} ^{2}} ist der Moore-Raum {\displaystyle M(\mathbb {Z} _{2},1)}. Ihre {\displaystyle n}-fache Einhängung {\displaystyle \Sigma ^{n}\mathbb {R} P^{2}} ist daher der Moore-Raum {\displaystyle M(\mathbb {Z} _{2},n+1)}.